# Nemesiidae
Nemesiidae är en familj av spindlar. Nemesiidae ingår i ordningen spindlar, klassen spindeldjur, fylumet leddjur och riket djur. Enligt Catalogue of Life omfattar familjen Nemesiidae 336 arter.

## Dottertaxa till Nemesiidae, i alfabetisk ordning[1]
- Acanthogonatus
- Aname
- Atmetochilus
- Brachythele
- Calisoga
- Chaco
- Chenistonia
- Chilelopsis
- Damarchus
- Diplothelopsis
- Entypesa
- Flamencopsis
- Hermacha
- Hermachura
- Iberesia
- Ixamatus
- Kwonkan
- Lepthercus
- Longistylus
- Lycinus
- Merredinia
- Mexentypesa
- Namea
- Nemesia
- Neostothis
- Pionothele
- Prorachias
- Psalistopoides
- Pselligmus
- Pseudoteyl
- Pycnothele
- Rachias
- Raveniola
- Sinopesa
- Spiroctenus
- Stanwellia
- Stenoterommata
- Teyl
- Teyloides
- Xamiatus
- Yilgarnia